# قسم بهي فيض الله بيغي الريفي (مقاطعة بوكان)
قسم بهي فیض الله بیغي الريفي (بالفارسية: دهستان بهی فیض‌الله بیگی) هي منطقة ريفية تقع في إيران في قسم المركزي. يقدر عدد سكانها بـ 8,746 نسمة .